# ميتسورو ناجاتا
ميتسورو ناجاتا (永田 充)، ولد في 6 أبريل 1983 هو لاعب كرة قدم ياباني يلعب حالياً لنادي اوراوا ريد دايموندز الياباني.

## روابط خارجية
1. ↑  "Stats Centre: Mitsuru Nagata Facts". الجارديان دوت كوم. مؤرشف من الأصل في 2012-02-26. اطلع عليه بتاريخ 2009-09-03.

- Urawa Red Diamonds Player Squad
- ميتسورو ناجاتا على موقع الاتحاد الدولي (مؤرشف)  (الإنجليزية)
- ميتسورو ناجاتا على موقع رابطة كرة القدم اليابانية للمحترفين (اليابانية)
- ميتسورو ناجاتا على موقع قاعدة بيانات كرة القدم.إي يو (الإنجليزية)
- ميتسورو ناجاتا على موقع ناشيونال فوتبول تيمز (الإنجليزية)
- ميتسورو ناجاتا على موقع Soccerway.com (الإنجليزية)
- ميتسورو ناجاتا على موقع عالم كرة القدم.نت (الإنجليزية)
- Mitsuru Nagata – Yahoo! Japan sports (باليابانية)